# 东孟加拉共产党
东孟加拉共产党是孟加拉国的一个非法的毛主义政党。该党成立于1968年，分裂自东巴基斯坦共产党。该党已分裂出几个团体，包括：东孟加拉共产党—马列、东孟加拉共产党—马列（红旗）和东孟加拉共产党—马列（人民战争）和新东孟加拉共产党。该党及这几个分裂团体互相敌对，动辄使用武力杀害对方成员。该党被东孟加拉无产阶级党创始人斯拉吉·斯卡德尔批评为新修正主义和“形左实右”的政党。